# Matej Jelić
Matej Jelić (* 5. November 1990 in Našice) ist ein kroatischer Fußballspieler.

## Karriere
Jelić begann seine Karriere beim NK Belišće. 2008 wechselte er zum Spitzenklub Dinamo Zagreb. 2009 wechselte er zum Lokalrivalen Lokomotiva Zagreb. Nachdem er zum nächsten Klub aus Zagreb, dem NK Lučko Zagreb, verliehen worden war, wurde er nach dessen Aufstieg fest verpflichtet. Im Februar 2012 wechselte er für ein halbes Jahr zum Ligarivalen NK Karlovac, ehe er im Juli 2012 eine Liga tiefer zum NK Rudeš ging. 2013 wechselte er zum slowakischen Erstligisten MŠK Žilina. Nachdem er 2014/15 Torschützenkönig geworden war, wurden mehrere Klubs auf ihn aufmerksam. Nachdem Robert Berić nach Frankreich gewechselt war, verpflichtete der SK Rapid Wien Jelić als Ersatz. Im Juli 2017 wurde er zurück nach Kroatien an den HNK Rijeka verliehen. Nach der Saison 2017/18 wurde sein Vertrag bei Rapid aufgelöst. Daraufhin wechselte er zur Saison 2018/19 zum NK Slaven Belupo Koprivnica, bei dem er einen bis Juni 2020 laufenden Vertrag erhielt. Doch schon ein Jahr später ging er nach Polen zum Zweitligisten Bruk-Bet Termalica Nieciecza. Anschließend folgte der Wechsel zum bosnischen Verein FK Radnik Bijeljina und seit dem Sommer 2021 spielt er in seiner Heimat für Cibalia Vinkovci.